# Al Dempster
Albert Dempster, detto Al (Atlantic City, 23 luglio 1911 – Ventura, 28 giugno 2001), è stato un illustratore pittore di sfondi statunitense noto per il suo lavoro alla Walt Disney Company.
Ha accompagnato le scenografie di Al Zinnen sia per El Gaucho Goofy (1943) che in Evviva la domenica (1953). Lavorò su Classici Disney come Dumbo, Saludos Amigos, Le avventure di Peter Pan, Mary Poppins, Il libro della giungla e Gli Aristogatti.